# フジテック前駅
フジテック前駅（フジテックまええき）は、滋賀県彦根市甲田町にある近江鉄道本線（彦根・多賀大社線）の駅である。駅番号はOR02。

## 歴史
2006年（平成18年）3月18日に開業した駅で、エレベーター大手製造会社のフジテック本社が、同社滋賀製作所へ移転したことに伴って開設された。総工費5,400万円のうち駅舎設置費用などに相当する4,000万円を同社が負担し、残りの1,400万円で自治体（彦根市）がトイレと駐輪場を整備した。
会社要望で新設されたこともあり、フジテックは当駅利用の通勤定期券を一括購入している。しかし開業当初はフジテックの元の職場（大阪府茨木市）周辺から長距離通勤をする社員なども含め約400人ほどが利用していたが、次第に職場付近に住宅を求めマイカー通勤をする社員が増え、徐々に利用者数は減少している。

### 年表
- 2006年（平成18年）3月18日：開業[1]。
- 2015年（平成27年）3月1日：無人化。

## 駅構造

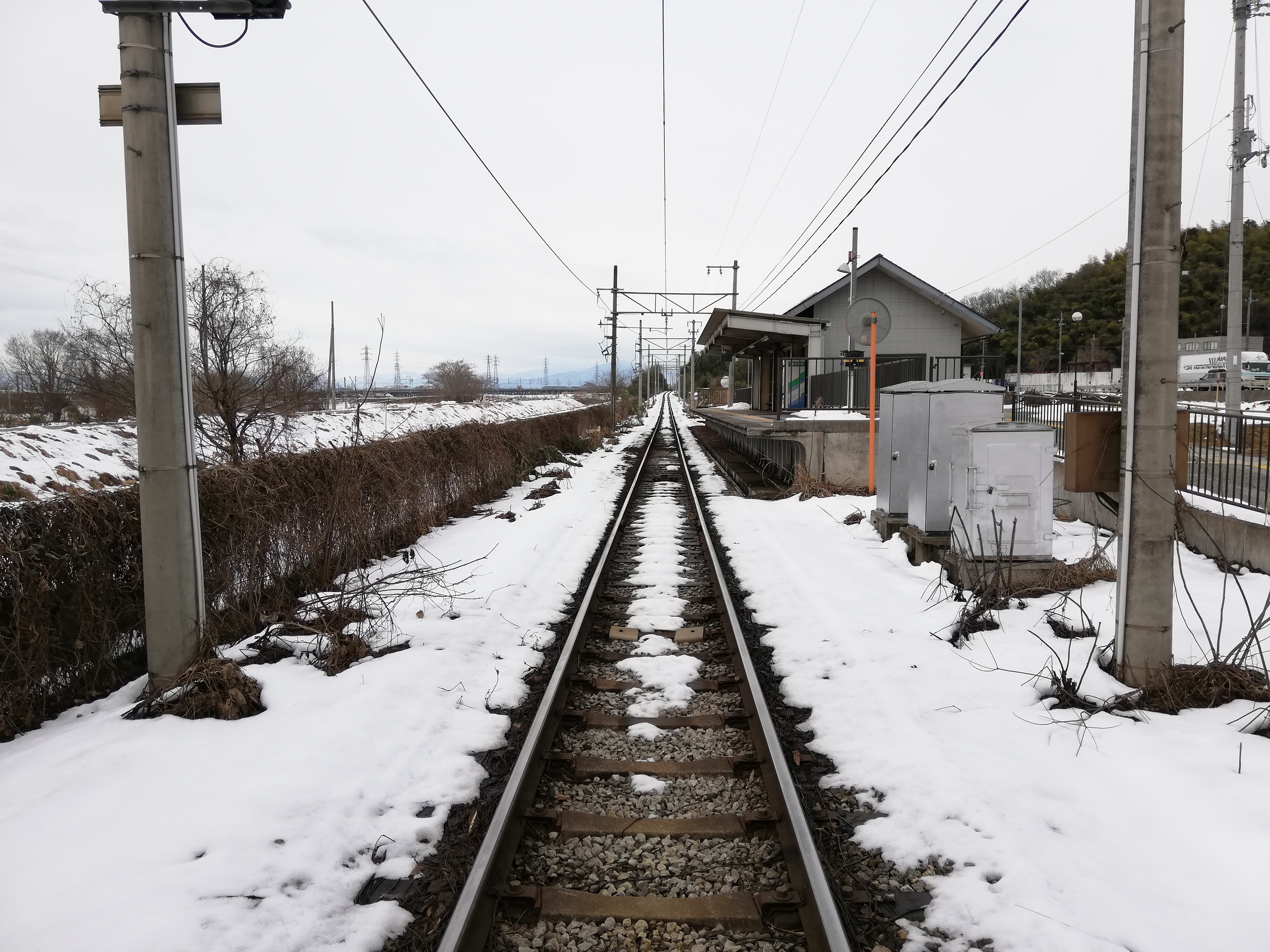
駅全景（2022年2月、踏切より）

単式ホーム1面1線の駅。ホームは全長45メートルで3両編成分の有効長を持つ。駅舎は木造。平日の朝のみ駅員を配置していたが、2015年（平成27年）3月より終日無人化された。

## 利用状況
近年の一日平均乗車人員の推移は下記のとおり。（彦根市統計書より）
| 年度   | 一日平均 乗車人員 |
| ------ | ----------------- |
| 2007年 | 428               |
| 2008年 | 449               |
| 2009年 | 404               |
| 2010年 | 372               |
| 2011年 | 355               |
| 2012年 | 354               |
| 2013年 | 359               |
| 2014年 | 356               |
| 2015年 | 340               |
| 2016年 | 340               |
| 2017年 | 329               |
| 2018年 | 267               |
| 2019年 | 228               |

## 駅周辺
駅東側を国道8号が、駅西側を矢倉川が並行する。東海道新幹線は駅から西へ少し離れた所を並行し、その奥にエレベーター・エスカレーター工場がある。そこから西へ進むと米原野球場とJR琵琶湖線（東海道本線）に至る。旧中山道は駅南側で摺針峠へ向かうため右方向へそれる。駅から東へ進むと名神高速道路に至る。なお、駅付近には民家が無いが、駅から離れた所には小さな集落がある。
- フジテック本社 - 駅西方にあり、高さ170メートルのエレベーター研究塔を併設する。なお、本社は2006年（平成18年）4月3日に大阪府茨木市から移転した。
- 天神社
- 矢倉川
- 国道8号
- 旧中山道
- 摺針峠望湖堂碑[4] - 中山道と北国街道の分岐点。

## タクシー路線
下記のデマンドタクシー路線が乗り入れる。
フジテック前駅
- 愛のりタクシーとりいもと[5]
  - 宮田線：友仁山崎病院 / 北甲田

## 隣の駅
近江鉄道
■本線（彦根・多賀大社線）
米原駅（OR01） - フジテック前駅（OR02） -　鳥居本駅（OR03）

### 記事本文